# Lista localităților din Canada - litera B
| Nume                  | Provincie                 | Latitudine | Longitudine | Altitudine (ft) | Populație (estimat.) |
| --------------------- | ------------------------- | ---------- | ----------- | --------------- | -------------------- |
| Babine                | British Columbia          | 55.32      | -126.62     | 2552            | 159                  |
| Babine Portage        | British Columbia          | 54.52      | -125.18     | 2565            | 13                   |
| Bad Harbour           | Newfoundland and Labrador | 50.83      | -57.03      | 695             | 36                   |
| Baddeck               | Nova Scotia               | 46.10      | -60.75      | 65              | 155                  |
| Baden                 | Ontario                   | 43.40      | -80.67      | 1135            | 5564                 |
| Badger                | Manitoba                  | 49.18      | -95.97      | 1236            | 61                   |
| Badger                | Newfoundland and Labrador | 48.97      | -56.03      | 344             | 1054                 |
| Bagotville            | Quebec                    | 48.35      | -70.88      | 72              | 8105                 |
| Baie Verte            | Newfoundland and Labrador | 49.92      | -56.18      | 456             | 398                  |
| Baie-Comeau           | Quebec                    | 49.22      | -68.15      | 3               | 4012                 |
| Baie-Saint-Paul       | Quebec                    | 47.43      | -70.50      | 29              | 7288                 |
| Baie-Sainte-Catherine | Quebec                    | 48.1       | -69.73      | 3               | 260                  |
| Baie-des-Sables       | Quebec                    | 48.72      | -67.87      | 200             | 577                  |
| Bainbridge            | British Columbia          | 49.32      | -124.85     | 337             | 5395                 |
| Baine Harbour         | Newfoundland and Labrador | 47.37      | -54.92      | 213             | 723                  |
| Baker Lake            | Nunavut                   | 64.32      | -96.02      | 6               | 220                  |
| Bala                  | Ontario                   | 45.02      | -79.62      | 738             | 599                  |
| Balcarres             | Saskatchewan              | 50.8       | -103.55     | 1909            | 744                  |
| Baldonnel             | British Columbia          | 56.22      | -120.68     | 2204            | 142                  |
| Baldur                | Manitoba                  | 49.38      | -99.23      | 1410            | 154                  |
| Balfour               | British Columbia          | 49.63      | -116.97     | 1876            | 112                  |
| Baljennie             | Saskatchewan              | 52.53      | -107.88     | 1660            | 43                   |
| Balzac                | Alberta                   | 51.22      | -114.02     | 3517            | 22754                |
| Bamberton             | British Columbia          | 48.58      | -123.52     | 0               | 6244                 |
| Bamfield              | British Columbia          | 48.83      | -125.15     | 3               | 108                  |
| Bancroft              | Ontario                   | 45.05      | -77.85      | 1099            | 3167                 |
| Banff                 | Alberta                   | 51.17      | -115.57     | 4599            | 6168                 |
| Bancock               | Ontario                   | 44.65      | -77.55      | 836             | 592                  |
| Barachois             | Quebec                    | 48.62      | -64.27      | 0               | 555                  |